# Tokyo Mew Mew à la Mode
Tokyo Mew Mew à la Mode är en manga-serie skriven och ritad av Mia Ikumi. Den är en fortsättning på Tokyo Mew Mew. Originalspråket är japanska och serien publicerades mellan 2003 och 2004 i Japan. Masako Hayakawa-Thor översatte serien till svenska och Bonnier Carlsen förlag gav ut den 2005. 

## Volymer

### Tokyo Mew Mew à la modenr 1
Berry halkar ner för trappan och blir kär i Ryou. Hon kan inte sluta stirra på honom och bestämmer sig för att förfölja honom. Berry har just kommit till skolan och blir den första i Mew Mew-gänget som har två slags DNA i kroppen: till hälften andisk katt, till hälften amami-kanin. Hon ansluter sig till Mew Mew-gruppen just i rätt ögonblick, för ett gäng som kallar sig St. Rose Crusaders har dykt upp och leds av en person som råkar älska kaniner, om de är välstekta och serveras till middag.

### Tokyo Mew Mew à la modenr 2
Mew Mew-tjejerna står inför sin värsta fiende någonsin: sina egna fans! St. Rose Crusaders skickar meddelanden via mejl, SMS, tv-shower och Internet om gänget. Budskapen är elaka, som till exempel "Mew Mew är våra fiender", "Vi hatar Mew Mew" och "Alla olyckor var planerade av Mew Mew". Alla som får meddelandena blir automatiskt hypnotiserade och tror på dem. För att slå hypnosen behöver de något som är starkare än hypnos. Till och med Berrys hemliga kärlek och barndomskompis blir hypnotiserad! Vad ska tjejerna i Mew Mew göra? Mjau och mja!

## Karaktärer
- Berry Shirayuki[2]

Berry har lyckats plugga in sig i en lyxig flickskola trots att hennes lärare från mellanstadiet tyckte hon var dum i huvudet.
En dag räddas hon av Ryo från att falla ner från en trappa, hon följer nyfiket efter honom och där väntar hennes öde.
Berry ingår i ett nytt Mew-projekt där hon har DNA från två djur! Katt och Kanin, och hoppar in i mew teamet för att slåss mot en ny fiende. Berry tar också över Ichigos ledarroll eftersom Ichigo stuckit till England för att plugga.
Hon heter Berii på japanska. Berii betyder bär på japanska och shira egentligen shiro betyder vit och yuki betyder snö. Alltså vitt snöbär kan man säga!
- Tasuku Meguro

Berrys barndomsvän som jämt kramar Berry. De är grannar, så han hoppar in i hennes rum varje morgon genom balkongerna. Han vet allt om henne, men när hon blir en Mew Mew förändras mycket. Ändå lovar han att hålla hennes hemlighet hemlig. Han är också kär i Berry, men bevisar inte sin kärlek på allvar. Berry ser honom som en bror.